# Pryor Creek
Pour les articles homonymes, voir Pryor.
La ville américaine de Pryor Creek, généralement connue sous le nom de Pryor, est le siège du comté de Mayes, dans l'Oklahoma. Lors du recensement de 2000, elle comptait 8 659 habitants.
Un des centres de traitement de données de Google est implanté au sud de la ville.